# Vochysia floribunda
Vochysia floribunda är en tvåhjärtbladig växtart som beskrevs av Carl Friedrich Philipp von Martius. Vochysia floribunda ingår i släktet Vochysia och familjen Vochysiaceae. Inga underarter finns listade i Catalogue of Life.